# Levier
Levier – miejscowość i gmina we Francji, w regionie Burgundia-Franche-Comté, w departamencie Doubs. W 2013 roku populacja gminy wynosiła 2237 mieszkańców. 
1 stycznia 2017 roku połączono dwie wcześniejsze gminy: Labergement-du-Navois oraz Levier. Siedzibą gminy została miejscowość Levier, a nowa gmina przyjęła jej nazwę. 